# فرانك بيريمان
فرانك بيريمان (بالإنجليزية: Frank Berryman)‏ هو عسكري أسترالي، ولد في 11 أبريل 1894 في غيلونغ في أستراليا، وتوفي في 28 مايو 1981 في Rose Bay, New South Wales ‏ في أستراليا.

## وصلات خارجية
- فرانك بيريمان على موقع الموسوعة البريطانية (الإنجليزية)